# Juan de Brienne (conde)
Juan de Brienne (c. 1235-c. 1260) fue el hijo mayor de Gualterio IV de Brienne y María de Lusignan, princesa de Chipre.
Heredó el Condado de Brienne a la muerte de su padre en 1246, pero prefirió vivir con los parientes de su madre en la corte de Chipre, y desempeñó un pequeño papel en la política internacional. En 1255, se casó con María de Thieusies (en el Condado de Henao), hija de Sigerio II Enghien. No tuvo descendencia, y cuando murió, fue sucedido por su hermano Hugo.